# Khalfan Mubarak
Khalfan Mubarak Khalfan Obaid Alrizzi Al Shamsi, noto semplicemente come Khalfan Al Shamsi (in arabo  خلفان مبارك خلفان عبيد الرزي الشامسي‎?; 9 maggio 1995), è un calciatore emiratino, centrocampista dell'Al-Jazira e della nazionale emiratina.

## Carriera

### Club
Khalfan è nato ad Ajman nel 1995 da Mubarak Khalfan, colonnello della polizia di Ajman ed ex calciatore dell'Ajman. Nel 2001, all'età di 6 anni, suo padre lo iscrisse nel settore giovanile dell'Ajman dove rimase fino al compimento dei 12 anni. Nel 2008 si è trasferito all'Shabab Al-Ahli.
Il 25 maggio 2013 ha fatto il suo esordio da professionista giocando da titolare la gara tra Al Ahli ed Al Dhafra, nell'ultima giornata della UAE Pro-League 2012-2013.
Nell'estate del 2013, Khalfan lascia la squadra di Dubai per firmare il 12 luglio 2013, un contratto triennale con la squadra di Abu Dhabi dell'Al-Jazira; l'accordo prevede anche che l'Al Jazira pagasse 375.000 mila euro all'Al Ahli per le cure del giocatore.
Il 14 dicembre 2013, Khalfan esordì in campionato con la maglia dell'Al-Jazira giocando titolare la partita, vinta per 1-0, contro l'Emirates. Dopo aver collezionato solo tre presenze nella sua prima stagione all'Al Jazira, Khalfan nel corso delle stagioni successive si è affermato come uno dei migliori giocatori della squadra, guadagno un posto fisso nell'undici titolare; tanto che al termine della stagione 2018-2019, dopo aver realizzato 11 reti in 24 presenze, è stato anche nominato AGL Emirati Player of the Year.

### Nazionale
Dopo aver giocato con le nazionali giovanili ed aver preso parte al Campionato asiatico di calcio Under-19 2014 ed alla Coppa d'Asia AFC Under-23 2016; Khalfan ha fatto il suo esordio con la Nazionale di calcio degli Emirati Arabi Uniti il 3 giugno 2016, subentrando dalla panchina nel secondo tempo, nell'amichevole persa per 3-1 contro la Giordania.
Nel dicembre del 2019 rientra nella lista dei convocati per la Coppa d'Asia 2019, tenutasi proprio negli Emirati Arabi Uniti; nella competizione gioca 4 partite e realizza anche il suo primo goal in nazionale, realizzando il goal dell'1-0 nella partita vinta contro l'India.

## Statistiche

### Cronologia presenze e reti in nazionale
| Cronologia completa delle presenze e delle reti in nazionale ― Emirati Arabi Uniti | Cronologia completa delle presenze e delle reti in nazionale ― Emirati Arabi Uniti | Cronologia completa delle presenze e delle reti in nazionale ― Emirati Arabi Uniti | Cronologia completa delle presenze e delle reti in nazionale ― Emirati Arabi Uniti | Cronologia completa delle presenze e delle reti in nazionale ― Emirati Arabi Uniti | Cronologia completa delle presenze e delle reti in nazionale ― Emirati Arabi Uniti | Cronologia completa delle presenze e delle reti in nazionale ― Emirati Arabi Uniti | Cronologia completa delle presenze e delle reti in nazionale ― Emirati Arabi Uniti |
| Data                                                                               | Città                                                                              | In casa                                                                            | Risultato                                                                          | Ospiti                                                                             | Competizione                                                                       | Reti                                                                               | Note                                                                               |
| ---------------------------------------------------------------------------------- | ---------------------------------------------------------------------------------- | ---------------------------------------------------------------------------------- | ---------------------------------------------------------------------------------- | ---------------------------------------------------------------------------------- | ---------------------------------------------------------------------------------- | ---------------------------------------------------------------------------------- | ---------------------------------------------------------------------------------- |
| 05-01-2019                                                                         | Abu Dhabi                                                                          | Emirati Arabi Uniti                                                                | 1 – 1                                                                              | Bahrein                                                                            | Coppa d'Asia 2019 - 1º turno                                                       | -                                                                                  | 54’                                                                                |
| 10-01-2019                                                                         | Abu Dhabi                                                                          | India                                                                              | 0 – 2                                                                              | Emirati Arabi Uniti                                                                | Coppa d'Asia 2019 - 1º turno                                                       | 1                                                                                  | 85’                                                                                |
| 14-01-2019                                                                         | al-'Ayn                                                                            | Emirati Arabi Uniti                                                                | 1 – 1                                                                              | Thailandia                                                                         | Coppa d'Asia 2019 - 1º turno                                                       | -                                                                                  | 84’                                                                                |
| 21-01-2019                                                                         | Abu Dhabi                                                                          | Emirati Arabi Uniti                                                                | 3 – 2 dts                                                                          | Kirghizistan                                                                       | Coppa d'Asia 2019 - Ottavi di finale                                               | -                                                                                  | 62’                                                                                |
| 21-03-2019                                                                         | Abu Dhabi                                                                          | Arabia Saudita                                                                     | 1 – 2                                                                              | Emirati Arabi Uniti                                                                | Amichevole                                                                         | -                                                                                  | 77’                                                                                |
| 14-11-2019                                                                         | Hanoi                                                                              | Vietnam                                                                            | 1 – 0                                                                              | Emirati Arabi Uniti                                                                | Qual. Mondiali 2022                                                                | -                                                                                  | 56’                                                                                |
| 12-01-2021                                                                         | Dubai                                                                              | Emirati Arabi Uniti                                                                | 0 – 0                                                                              | Iraq                                                                               | Amichevole                                                                         | -                                                                                  | 74’                                                                                |
| Totale                                                                             |                                                                                    | Presenze                                                                           | 7                                                                                  |                                                                                    | Reti                                                                               | 1                                                                                  |                                                                                    |

## Palmarès

### Club
- Campionato emiratino: 2

Al-Jazira: 2016-2017, 2020-2021
- Coppa del Presidente degli Emirati Arabi Uniti: 1

Al-Jazira: 2015-2016
- UAE Super Cup: 1

Al-Jazira: 2021
- UAE League Cup: 1

Al-Jazira: 2024-2025

### Individuale
- AGL Emirati Player of the Year: 1

2018-2019